# Mitsunobu Kikuzawa
Mitsunobu Kikuzawa (菊澤 光信 Kikuzawa Mitsunobu?) (17 de noviembre de 1976) es un luchador profesional japonés, más conocido por su nombre artístico Kikutaro (菊タロー Kikutarō?). 
Kikuzawa es famoso por sus apariciones en una amplia variedad de empresas de Japón, entre las que destacan Osaka Pro Wrestling y All Japan Pro Wrestling, así como por su cómico estilo de lucha. Así mismo, Kikuzawa es el fundador y director de Akiba Pro Wrestling.

## Carrera

### International Wrestling Association (1995-1996)
En 1995, Kikuzawa fue contratado por IWA, donde fue usado como jobber. En marzo de 1996, Kikuzawa dejó la empresa.

### Dramatic Dream Team (1997-2001)
Kikuzawa comenzó a luchar para Dramatic Dream Team desde su fundación, de nuevo bajo su nombre real. Mitsunobu sería uno de los primeros luchadores en introducir el concepto de la comedia en la empresa, que años más tarde haría famosa a la promoción. En 2000, Kikuzawa salió de DDT, aunque seguriía haciendo apariciones especiales años más tarde.
Durante este tiempo, Mitsunobu se convertiría en uno de los miembros fundadores de Tokyo Gurentai bajo el nombre de KIKUZAWA, haciendo equipo con NOSAWA Rongai & MAZADA.

### Osaka Pro Wrestling (1999-2005)
Kikuzawa entró en Osaka Pro Wrestling en 1999, donde debutó bajo el nombre de Ebessan, un gimmick tomado de Ebisu, el dios sintoísta de la fortuna. Bajo este personaje, Kikuzawa vestía un pantalón rojo, una camisa de rallas con chaleco amarillo y una caricaturesca máscara rosa con grandes orejas, y luchaba habitualmente en combates no muy serios. Formó un tag team con otro personaje cómico, Kuishinbo Kamen, con el que mantuvo también un feudo amistoso. El 8 de junio de 2001, Ebessan ganó la Battle Royal por el Campeonato de la Batalla Real de la OPW, defendiendo exitosamente el título en otras dos Battle Royal, hasta que fue dejado vacante debido a su salida temporal de la OPW. 
Kikuzawa volvió en enero de 2003 para ganar de nuevo el Campeonato. Tras ello, Ebessan derrotó a Kuishinbo Kamen en el combate final del feudo, una lucha en la que además se disputaba el Campeonato Meibutsu Sekaiichi y el derecho a usar sus respectivos gimmicks.
En mayo de 2005, Kikuzawa fue liberado de su contrato con OPW a petición suya para convertirse en freelance. Debido a que Osaka Pro se quedó con los derechos del personaje de Ebessan -que sería interpretado por otro luchador, siendo llamado "Ebessan III"-, Kikuzawa cambió su nombre a Kikutaro, un personaje vestido con un chándal rojo y blanco, una gorra de béisbol roja y una máscara rosa similar a la de Ebessan, aunque más amistosa y sin sus características orejas. Su estilo de lucha cambió a uno más humorístico, usando frecuentemente situaciones de comedia absurda en sus combates sin importarle el resultado de éstos, aunque reveló como un personaje ambivalente: en situaciones extremas Kikutaro se quitaría la máscara para mostrar otra debajo, la cual, a diferencia de la anterior, era roja y con una expresión enfurecida; en ese momento, Kikutaro perdería su jovialidad y se volvería mucho más agresivo. Además, Kikutaro realizaba habitualmente homenajes y parodias a multitud de luchadores famosos.

### New Japan Pro Wrestling (2003-2004)
El 28 de abril de 2003, Ebessan apareció en New Japan Pro Wrestling haciendo equipo con Tigers Mask para enfrentarse a Jushin Thunder Liger & Takehiro Murahama por los Campeonatos en Parejas de Osaka, pero fueron derrotados. Un mes más tarde, Ebessan participó en el torneo Best Of The Super Juniors X, pero no logró ganar. Las semsana siguientes, Ebessan apareció regularmente en NJPW, hasta mayo de ese año.
El 9 de abril de 2004, Ebessan & Kusihinbo Kamen aparecieron en NJPW para enfrentarse a Yutaka Yoshie, siendo derrotados. En agosto, Ebessan volvió a aparecer, siendo derrotado por Minoru Suzuki.

### All Japan Pro Wrestling (2003-2004)
En 2003, Ebessan comenzó a hacer apariciones esporádicas en AJPW, compitiendo en combates por equipos. Así mismo, Ebessan apareció en diciembre como Ebedullah the Butcher, haciendo equipo con el auténtico Abdullah the Butcher, así como con Kendo Kashin. Ebedullah volvería a aparecer en febrero de 2004. El 22 de julio, Kikuzawa se enfrentó a Masanobu Fuchi como Ebessan Hansen, una parodia a Stan Hansen.

### Total Nonstop Action Wrestling y Pro Wrestling Guerrilla (2004)
Ebessan, Kuishinbo Kamen & NOSAWA aparecieron en Total Nonstop Action Wrestling el 3 de marzo, siendo derrotados por Chris Sabin, Elix Skipper & Sonjay Dutt. Además, Kamen y Ebessan aparecieron tres días más tarde en Pro Wrestling Guerrilla, donde Kuishinbo derrotó a Ebessan.

### Chikara y Ring of Honor (2005)
Ebessan apareció en Chikara en febrero de 2005, formando el Team Osaka Pro con Billy Ken Kid para participar en el torneo Tag World Grand Prix 2005. Sin embargo fueron eliminados en la final por The Superfriends (Chris Hero & Mike Quackenbush). Además, Kikuzawa apareció en Ring of Honor, presentándose como Ebessan Jack, una parodia de Cactus Jack, ante Samoa Joe, quien le derrotó. La misma noche, Ebessan fue derrotado por Billy Ken Kid.

### Retorno a All Japan Pro Wrestling (2005-presente)
Kikutaro volvió a AJPW el 22 de mayo de 2005 en un combate contra Tomoaki Honma, siendo derrotado. Los meses siguientes, Kikuzawa compitió a tiempo completo para la empresa, pasando el año realizando combates de comedia y luchando como jobber.
En octubre de 2006, Kikutaro entró en un feudo con el stable heel Voodoo Murders cuando éstos le atacaron tras un combate contra un miembro del grupo, YASSHI. Kikutaro se alió con los faces Keiji Muto y Ryuji Hijikata para enfrentarse a ellos el 21 de octubre, pero fueron derrotados, con Voodoo Murders atacando brutalmente a Kikutaro hasta romper su máscara y dejarle sangrando profusamente en el ring. Las semana siguientes, Kikutaro se enfrentó a más miembros del grupo, sin conseguir victoria alguna. El combate final del feudo fue el 19 de noviembre, donde Kikutaro, Muto & Hijikata se volvieron a enfrentar a Voodoo Murders; durante la lucha, éstos dominaron a los sus oponentes, pero Kikutaro utilizó su máscara roja y otorgó la victoria a su equipo.
El 23 de diciembre de 2008, Kikutaro apareció bajo el nombre de Teriyaki Boy, haciendo equipo con Super Milo para derrotar a Ebessan III & Kuishinbo Kamen en un combate de comedia. Durante el combate, Super Milo se quitó la máscara para revelar otra debajo, la cual representaba una expresión enfurecida de la primera, de modo similar al cambio de máscara de Kikutaro, y ello les permitió ganar el combate.
Tras ello, Kikutaro entró en un feudo con Nobutaka Araya, con el que también comenzó a hacer equipo. Araya adoptó el nombre de Johnny Dunn y el gimmick de un luchador de sumo, por lo que Kikuzawa le secundó cambiando su nombre a Kikubono Tarō, parodiando al yokozuna Akebono Taro.

### Pro Wrestling Guerrilla (2007-2008)
Kikuzawa hizo apariciones en la promoción de Estados Unidos Pro Wrestling Guerrilla en el evento All Star Weekend de 2007, donde derrotaría a Matt Classic. También aparecería en el Life During Warfare de 2008, siendo derrotado por Necro Butcher.

### Michinoku Pro Wrestling (2007)
En setiembre de 2007, Kikutaro participó en la Fukumen World League de Michinoku Pro Wrestling, siendo derrotado por Tigers Mask en la primera ronda. Las semanas siguientes, Kikutaro haría equipo con luchadores de OPW para enfrentarse a luchadores autóctonos.

### Dragon Gate (2007-presente)
A finales de 2007, Kikutaro comenzó a aparecer en Dragon Gate, derrotando a Stalker Ichikawa en un combate por el Open the Owarai Gate Championship; sin embargo, Ichikawa retuvo el título por intercesión de su madre. Por ello, Kikutaro y Ichikawa iniciaron un largo y cómico feudo de años de duraciones; frecuentemente, ambos luchadores aparecían parodiando a una misma leyenda de la lucha libre o personaje famoso, como Stan Hansen o Jushin Thunder Liger, haciendo interpretaciones a cada cual más ridícula.
En abril de 2009, Kikutaro y Don Fujii obtuvieron el Open the Owarai Tag Team Championship contra Stalker Ichikawa & Magnitude Kishiwada. Más tarde Kikutaro obtendría el Open the Owarai Gate Championship derrotando a Anthony W. Mori, reteniéndolo durante todo el año. En abril de 2011, Kikutaro retuvo el título ante Stalker Ichikawa y Ryo Saito, pero, debido a la naturaleza del título, lo perdió ante el árbitro Don Fujii, el cual consiguió más aplausos que ningún otro en el combate.

### Kensuke Office Pro-Wrestling / Diamond Ring (2007-presente)
En 2007, Kikutaro fue contratado en el territorio de desarrollo de Pro Wrestling NOAH y Dragon Gate, Kensuke Office Pro-Wrestling. Allí tuvo una cómica rivalidad con Namazu Man, con el que comenzó a hacer tag team, consiguiendo una gran cantidad de victorias.
Kikutaro también apareció en el evento SEM de Pro Wrestling NOAH, compitiendo con luchadores del plantel principal.

### Dradition Pro-Wrestling (2008-presente)
Kikuzawa comenzó a aparecer en Dradition Pro-Wrestling a mediados de 2008, teniendo un feudo con Otoko Sakari a lo largo de 2009, con ambos intercambiaron victorias. Kikutaro compitió activamente para Dradition de ahí en adelante, aunque sin mucho éxito.

### Retorno a Osaka Pro Wrestling (2008-presente)
En julio de 2008, Kikutaro volvió a OPW, ganando el OPW Owarai Championship al derrotar a Kanjyouro Matsuyama, reavivando poco después su feudo con Kuishinbo Kamen. En octubre de 2010, Kikuzawa perdió el título ante Takaoyakida.

## En lucha
- Movimientos finales
  - Kaiun Tornado[1][2][3] (Diving corkscrew moonsault)[1]

- Movimientos de firma
  - Shining Kikuzard[5] / Shining Ebezard[1][2] (Shining wizard)[1][3]
  - Kaiun Clutch[6] / Kiku Clutch[7] (Arm wrench inside cradle pin)
  - Nudo Clutch[3] / Seven Lucky Gods Clutch[8] (Cross-legged double arm hook cradle pin)
  - Ebisu Otoshi[1][2] (Samoan driver)[1]
  - Ebessan Cutter[1] (Running cutter)[3]
  - Ebessan Splash[9] (Frog splash)[1]
  - Laughing Luck Press[10] (Diving moonsault)[1][3]
  - Flashing Elbow[11] (Running discus elbow drop con burlas) - parodiado de Keiji Muto
  - Arm twist ropewalk backflip arm drag[3]
  - Brainbuster precedido de un breve monólogo[12]
  - Cartwheel back elbow smash
  - DDT[3]
  - Diving corkscrew senton[1]
  - Dragon screw[12]
  - Dropkick[3]
  - Eye rake[12]
  - Feint suicide dive seguido de slap a la nuca del oponente
  - Frog crossbody[1]
  - Handspring back elbow smash
  - High-angle senton bomb[1]
  - Japanese arm drag
  - Jumping elbow drop
  - Leg-feed enzuigiri
  - Lifting side slam[1]
  - Low blow
  - Running somersault senton
  - Savate kick
  - Small package
  - Scoop slam[3]
  - Spinning heel kick
  - Spinning sitout powerbomb[1]
  - Standing one shoulder powerbomb[13]

- Managers
  - Hayabusa[14]

## Campeonatos y logros
- Dragon Gate
  - Dragon Gate Open the Owarai Gate Championship (1 vez)
  - Dragon Gate Open the Owarai Gate Tag Team Championship (1 vez) - con Don Fujii

- Dramatic Dream Team
  - DDT Ironman Heavymetalweight Championship (4 veces)

- Frontier Martial-Arts Wrestling
  - Barbed Wire Street Fight Six Man Tag Team Championship (2 veces)

- Impact Wrestling
  - Turkey Bowl (2018) – con KM, Alisha Edwards, Fallah Bahh, Dezmond Xavier

- Mobius
  - El Mejor de la Máscara Championship (1 vez)

- Osaka Pro Wrestling
  - OPW Battle Royal Champion (6 veces)
  - OPW Meibutsu Sekaiichi Championship (3 veces)
  - OPW Owarai Championship (2 veces)

- Tokyo Gurentai Produce / NOSAWA Bom-Ba-Ye
  - NGF Heavyweight Championship (1 vez)

- Pro Wrestling Illustrated
  - Situado en el Nº185 en los PWI 500 de 2006[15]